# 八管水母科
八管水母科（学名：Octocannoididae）为软水母目的一个科。

## 下级分类
本科包括以下属：
- 八管水母属 Octocannoides Menon, 1932
- Stylogastria Xu, Huang & Guo, 2021